# フレデリック・ウィレムス
フレデリック・ウィレムス(Frederik Willems、1979年9月8日 - )は、ベルギー、エークロー出身の自転車競技（ロードレース）選手。

## 経歴
2003年、ショコラード・ジャックと契約を結んでプロ転向。
2006年
- エトワール・ド・ベセージュ総合優勝。

2007年、リクイガスに移籍。
- ツール・ド・フランス初出場、総合73位。

2009年
- デ・パンネ3日間総合優勝。

2011年、オメガファーマ・ロットに移籍。